# Onthophagus hircus
Onthophagus hircus là một loài bọ cánh cứng trong họ Bọ hung (Scarabaeidae).